# Alfredo Pacheco
Alfredo Alberto Pacheco est un footballeur international salvadorien né le 1er décembre 1982 à Santa Ana au Salvador et mort le 27 décembre 2015 dans la même ville. Il évolue au poste de défenseur dans le championnat salvadorien durant pratiquement toute sa carrière.

## Biographie

### Carrière en club
Pacheco met un terme à sa carrière en septembre 2013 lorsqu'il est condamné à une suspension à vie par la Fédération du Salvador de football dans le cadre d'une affaire de matchs truqués.
Le 27 décembre 2015, il est assassiné dans une station service en pleine nuit.

### Carrière en sélection
Avec l'équipe du Salvador, il joue 84 matchs (pour 7 buts inscrits) entre 2002 et 2013. 
Il figure dans le groupe des sélectionnés lors des Gold Cup de 2003, de 2007 et de 2009. Il atteint les quarts de finale de cette compétition en 2003.
Il joue également 24 matchs comptant pour les tours préliminaires de la coupe du monde, lors des éditions 2006, 2010 et 2014.

## Palmarès
| CD FAS - Championnat du Salvador (5) : - Champion : 2002 (Clôture), 2002 (Ouverture), 2003 (Ouverture), 2004 (Ouverture) et 2005 (Clôture). |  | Isidro Metapán - Championnat du Salvador (2) : - Champion : 2011 (Ouverture) et 2012 (Ouverture). |